# Referendum o Zakonu o izgradnji, upravljanju in gospodarjenju z drugim tirom železniške proge Divača–Koper
Referendum o Zakonu o izgradnji, upravljanju in gospodarjenju z drugim tirom železniške proge Divača–Koper (ZIUGDT), v medijih pogosto poimenovan kot referendum o zakonu o drugem tiru, referendum o drugem tiru, je potekal 24. septembra 2017 v Sloveniji.
Referendum je na podlagi 12., 22., 30. in 33. člena Zakona o referendumu in o ljudski iniciativi razpisal Državni zbor Republike Slovenije, 4. julija 2017. Referendumsko vprašanje na glasovnici se je glasilo: »Ali ste za to, da se uveljavi Zakon o izgradnji, upravljanju in gospodarjenju z drugim tirom železniške proge Divača-Koper (ZIUGDT), ki ga je sprejel državni zbor na seji 8. maja 2017?« Glasuje se tako, da se obkroži ZA ali PROTI. Da bi referendum uspel, je moralo vsaj 20 % vseh volilnih upravičencev oz. 342.680 volilnih upravičencev glasovati proti zakonu.
Po pritožbi Vilija Kovačiča na poročilo Državne volilne komisije o ugotovljenem izidu glasovanja je Vrhovno sodišče Republike Slovenije, 14. marca 2018, razveljavilo referendum in v skladu z odločbo Ustavnega sodišča Republike Slovenije z dne 31. januarja 2018 razveljavilo glasovanje na referendumu 24. septembra 2017 ter zahtevalo razpis ponovnega glasovanja. To je potekalo 13. maja 2018.

## Odlok o razpisu referenduma
Besedilo odloka o razpisu referenduma:
o razpisu zakonodajnega referenduma o Zakonu o izgradnji, upravljanju in gospodarjenju z drugim tirom železniške proge Divača–Koper (OdZIUGDT) 
»Ali ste za to, da se uveljavi Zakon o izgradnji, upravljanju in gospodarjenju z drugim tirom železniške proge Divača–Koper (ZIUGDT), ki ga je sprejel Državni zbor na seji dne 8. maja 2017?«.
III

## Razveljavljeno glasovanje, 24. september 2017

### Pritožba na izid referenduma
Postopek pred Vrhovnim sodiščem Republike Slovenije se je začel s pritožbo Vilija Kovačiča na Poročilo Državne volilne komisije o izidu glasovanja in izidu referenduma o Zakonu o izgradnji, upravljanju in gospodarjenju z drugim tirom železniške proge Divača-Koper (ZIUGDT), z dne 17. november 2017, sklep Vlade Republike Slovenije št. 02401-7/2017/2, z dne 20. julij 2017 in sklep Vlade Republike Slovenije, št. 41014-50/2017/2, z dne 27. julij 2017. Tožena stranka je bila Republika Slovenija, ki sta jo zastopala Državna volilna komisija in Vlada Republike Slovenije oz. v njenem imenu Državno odvetništvo.
Pobudnik tožbe je toženi stranki očital nezakonito izplačilo proračunskih sredstev za namen referendumske kampanje in vpliv le-tega na izid referenduma.
Sodni senat so sestavljali vrhovna sodnica Brigita Domjan Pavlin, kot predsednica ter vrhovna sodnika dr. Erik Kerševan in Marko Prijatelj, kot člana. Sodnik poročevalec je bil dr. Erik Kerševan.

#### Vmesna odločitev Ustavnega sodišča
Tekom postopka se je Vrhovno sodišče obrnilo na Ustavno sodišče, z namenom ocene ustavnosti Zakona o referendumu in o ljudski iniciativi ter Zakona o volilni in referendumski kampanji. Ustavno sodišče je presodilo, da sta zakona, ali vsaj deli zakona, v nasprotju z Ustavo Republike Slovenije in zakonodajalcu naložilo odpravo neustavnosti. Ustavno sodišče je interpretiralo tudi določbe zakona glede izplačila proračunskih sredstev za namen referendumske kampanje in odločilo, da Vlada Republike Slovenije, zaradi svoje ustavne vloge, da celovito, transparentno in nepristransko informira državljane o vsebini referenduma, ne more biti enaka ostalim organizatorjem referendumske kampanje in mora, v kolikor se vključi v referendumsko kampanjo, enako zagovarjati tako razloge za kot tudi proti zakonu, nikakor pa ne samo razlogov za. Lahko pa se izreče za ali proti zakonu, ki je predmet odločanja na referendumu.
Ustavno sodišče je Vrhovnemu sodišču naložilo, da presodi ali je Vlada delovala v skladu z odločitvijo in interpretacijo zakona, ki jo je podalo Ustavno sodišče in ali so morebitne nepravilnosti vplivale na izid referenduma.
Ustavno sodišče je dalo Vrhovnemu sodišču, v primeru, da ugotovi nepravilnosti, na voljo tri možnosti, da ugotovi, da nepravilnosti niso vplivale na izid referenduma, da ugotovi, da so vplivale, razveljavi glasovanje in samo ugotovi izid referenduma in da ugotovi, da so nepravilnosti vplivale na izid referenduma, razveljavi glasovanje in naloži razpis ponovnega glasovanja.

#### Odločitev Vrhovnega sodišča
14. marca 2018 ob 10. uri je Vrhovno sodišče Republike Slovenije opravilo javno obravnavo v ti. zadevi Drugi tir. Zaslišana sta bila predsednik vlade Republike Slovenije dr. Miro Cerar in državni sekretar na Ministrstvu za infrastrukturo Jure Leben. Sodišče je še isti dan, ob 15. uri, izdalo pravnomočno sodno odločbo in v njej odločilo, da je glasovanje z dne 24. septembra 2017 neveljavno, razveljavilo glasovanje ter odredilo razpis ponovnega glasovanja. Pritožba zoper odločitev sodišča, v skladu s 53.a členom Zakona o referendumu in o ljudski iniciativi ni možna.